# Нэмуро-Сибэцу (станция)

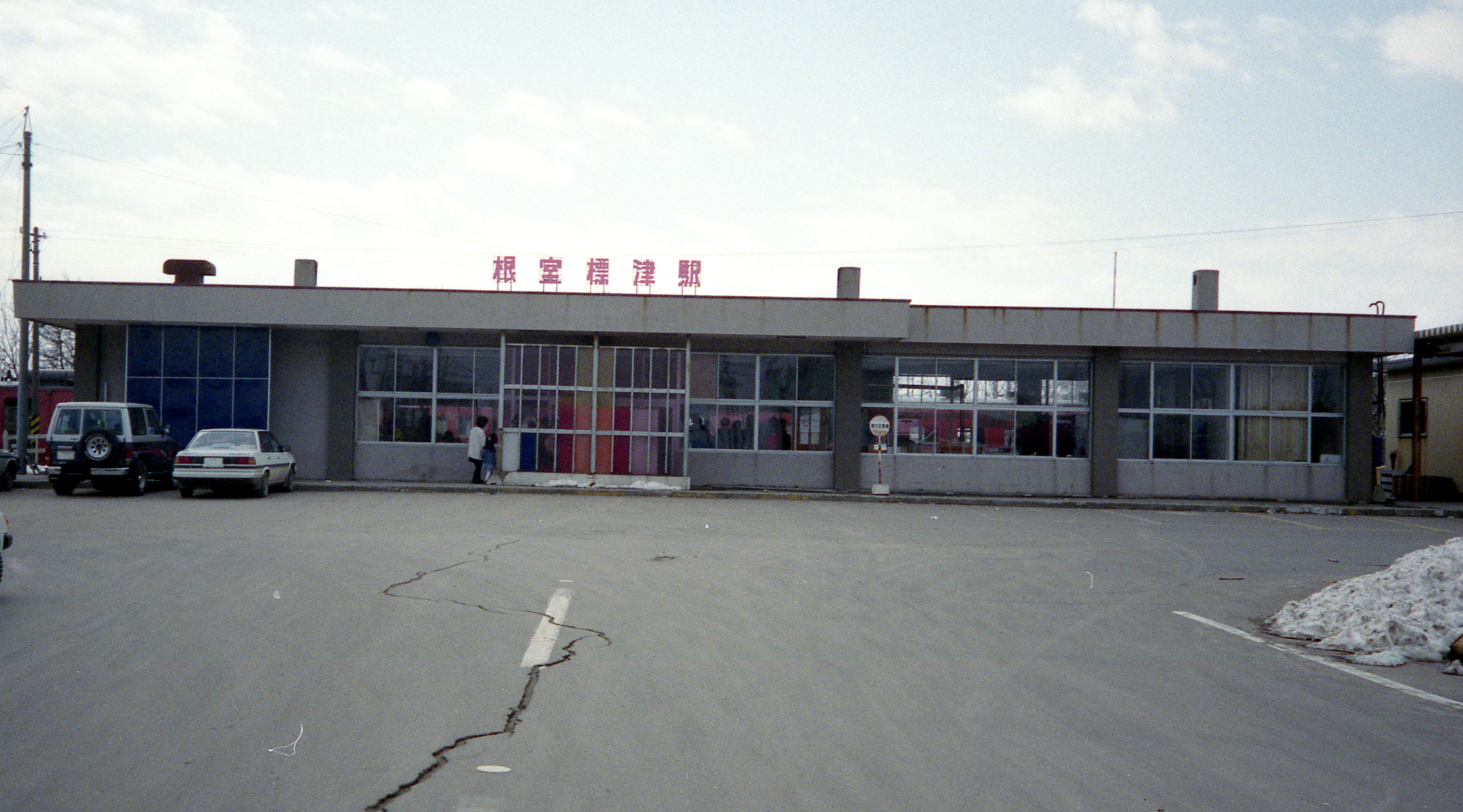
Станция Нэмуро-Сибэцу в марте 1989

Станция Нэмуро-Сибэцу (яп. 根室標津駅) — находившаяся в поселке Сибэцу уезда Сибэцу префектуры Хоккайдо железнодорожная станция на линии Сибэцу JR Хоккайдо. Телеграммный код — ネシ (нэси). 30 апреля 1989 года, в связи с прекращением работы линии Сибэцу, была заброшена.

## Строение станции

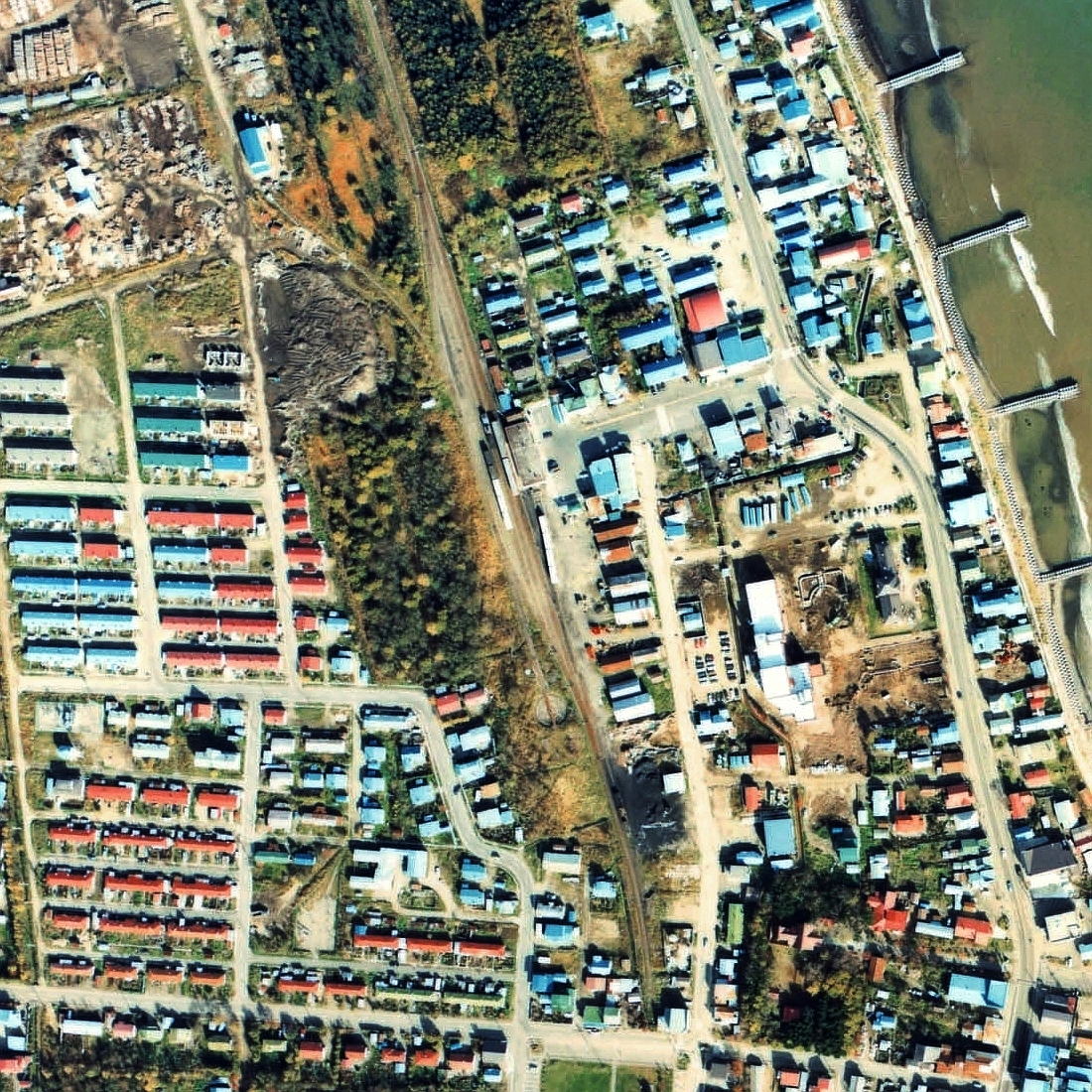
1977 год. Станция Нэмуро-Сибэцу и окрестности в радиусе около 500 метров. Машинный участок уже убран, остался только поворотный круг.

На момент прекращения работы была одноплатформенной наземной станцией с выходом на один путь с одной стороны. Здание станции было восточной стороны (сторона моря, к Накасибэцу повернувшись правая сторона).
До прекращения ведения грузов и багажа, на южном конце восточной стороны платформы поскольку было место погрузки грузов, со строением платформы с понижением с южной стороны была погрузочная ветка. Кроме того, к западу от основного пути платформы были три задержанных пути, из них первый с запада, становясь участком въезда-выезда, в южном конце западной стороны территории образовывая продолжения к поворотному кругу и депо, и наконец все пути в южном конце восточной стороны территории в один, соединяя, переходил в разворотный путь.

## Происхождение названия
«Сибэцу» происходит от айнского «си пет», что в переводе означает «большая река». Поскольку на Хоккайдо уже была станция с одинаково звучащим названием, но другими иероглифами 士別駅, во избежание путаницы новую станцию назвали с добавлением «Нэмуро» (根室) в начало.

## История
- 1937 год, 30 октября — станция открывается на линии Сибэцу Национальных железных дорог Японии.
- 1967 год, 22 ноября — проведена реконструкция здания станции.
- 1980 год, 30 апреля — прекращается ведение грузов.
- 1984 год, 1 февраля — прекращается ведение багажа.
- 1987 год, 1 апреля — в ходе приватизации Национальных железных дорог станция переходит JR Хоккайдо.
- 1989 год, 4 апреля — в связи с прекращением работы линии Сибэцу станция переходит в разряд заброшенных.

## Соседние станции
JR Хоккайдо
Линия Сибэцу
Станция Кавакита — станция Нэмуро-Сибэцу

## Периферия
- Бизнес-офис «Акан-бас» в Сибэцу.

## Текущее состояние
- Здание станции, закрытое вскоре после прекращения работы железнодорожной линии, осталось, но проходящая перед станцией убранная префектуральная 737-я железнодорожно-остановочная линия Сибэцу Хоккайдо  и проходящий с обратной стороны станции поселочный путь  соединены.
- Поворотный круг, со слегка измененным внешним видом, остается на месте.